# 2004年10月28日月食
2004年10月28日月食为一次在协调世界时2004年10月28日出現的月全食。該次月食半影食分為2.390、全影食分為1.313。偏食維持了110分，全食維持41分。

## 概述
這次月食的食分是2.18，偏食維持了110分，全食維持41分。

## 基本參數
- 類型：月全食
- 食甚資料：
  - 日期：2004年10月28日
  - 時間：3:04
  - 月球位置：赤經2.18度、赤緯13.4度
  - 食分：半影食分：2.390、全影食分：1.313
  - 持續時間：偏食110分、全食41分

## 外部連結
- NASA月食專頁（页面存档备份，存于）（英文）